# Stephen Floersheimer

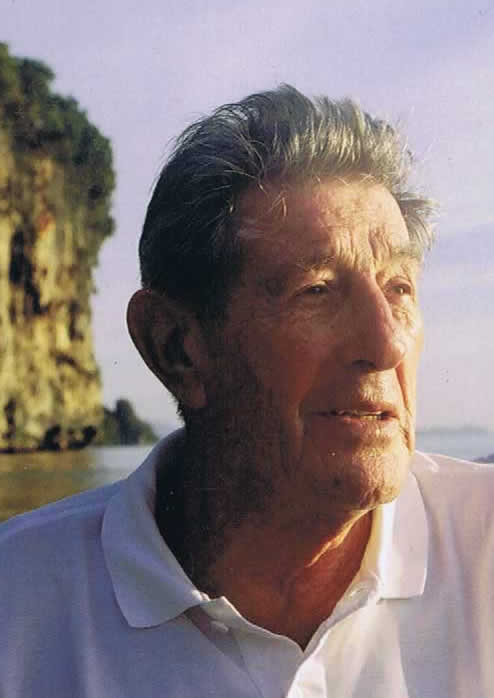
Stephen Helmuth Floersheimer

Stephen Helmuth Floersheimer (geboren am 21. März 1925 in Berlin; gestorben am 6. April 2011 in Zürich) war ein Philanthrop, Bankier und Kunstsammler.

## Leben
Er war der Sohn der Deutsch-Amerikaner Walter David Floersheimer (1900–1989) und Charlotte (genannt Lotta), geborene Salomon, geschiedene Rosenthal (1898–1989). Als Kind jüdischer Eltern floh er 1933 nach Belgien und dann weiter zu seinem Großvater David Floersheimer (1873–1963) in die Vereinigten Staaten. Dieser erwarb eine Farm für Milchproduktion, welche Floersheimer während des Zweiten Weltkriegs leitete. Nach dem Krieg folgten ein Jurastudium in Oxford und danach eine Karriere im Bankwesen. 1970 zog er mit seiner Frau Eliane, geborene Goldmuntz (1934–1974), und ihren drei Kindern in die Schweiz, wo er Partner und Direktor bei der Zürcher Bank Landau & Kimche wurde (1980 von der Bank Cantrade AG übernommen). 1990 gründete er seine eigene Treuhandfirma und erwarb die Schweizer Staatsbürgerschaft.

## Philanthrop
1991 gründete Floersheimer ein Institut für Politikwissenschaften an der Hebräischen Universität Jerusalem. Seit Beginn veröffentlichte dieses über zweihundert Studien zu Themen im Zusammenhang mit der Planung und der Regierung in Arabischen Ländern sowie den Beziehungen zwischen Religion und Gesellschaft.
2007 wurde das Institut ersetzt durch die Floersheimer studies, dem Institute of urban and regional studies, welches das Ziel hat, Prozesse die in der multikulturellen israelischen Gesellschaft stattfinden, zu analysieren und hierfür Handlungsstrategien vorzuschlagen.
Sein Interesse an Gerechtigkeit führte ihn zur Gründung des The Floersheimer Center for Constitutional Democracy an der Cardozo School of Law in der Yeshiva Universität in New York. Dies galt als großer Schritt zum Verständnis und zur Funktion der Demokratie im Allgemeinen. Mit seiner Spende von 5 Millionen Dollar konnte das Zentrum seine Arbeit im Jahre 2000 starten. Themen wie der Status von Guantánamo waren dabei bewusst integriert.

## Kunstsammler
Stephen Floersheimer erbte 1989 die Kunstsammlung seines Vaters Walter. Einige der bekanntesten Bilder wurden dem Israel-Museum vermacht und hängen heute im dortigen Walter und Charlotte Floersheimer Pavilion. Darunter befinden sich Gemälde von Raul Dufy, Camille Corot und Edgar Degas.
Die Kunstsammlung in der Schweiz gewann durch neue Ankäufe von Floersheimer an Bedeutung und wurde zu einer der bedeutendsten Privatsammlungen der Schweiz. Gemälde von Claude Monet: Gran canale, Venedig 1909, Pablo Picasso, Camille Pissarro, Paul Gauguin, Paul Cézanne, Alfred Sisley, Tizian, Henri de Toulouse Lautrec, Lyonel Feininger und Alexander Archipenko gaben der Sammlung ihren prägenden Charakter. Seine zwei Harlequins von Juan Gris lieh er 1990 aus an das Museo Reina Sofía in Madrid für die Ausstellung Juan Gris. Auch Zeitgenössische Maler wie Maurice Estève, Daniel Garbade, Gaston Chaissac oder Charles Lapicque gehören zur Sammlung, welche bis in den 1980er Jahren jeweils in den Wintermonaten im Hauptsitz der UBS an der Zürcher Bahnhofstrasse ausgestellt wurden.
1990 erhielt die Sammlung ihren ständigen Stammsitz in seinem Landsitz Casa Carlotta, Orselina, im Schweizer Kanton Tessin. Das in den 1920er Jahren erbaute Gebäude ist umgeben von einem der größten schweizerischen Privatgärten, mit modernen wie klassischen Skulpturen wie zum Beispiel einer Bronze-Statue von Aristide Maillol.